# Кальдана (Тоскана)
Кальдана (итал. Caldana) — фракция коммуны Гаворрано в провинции Гроссето в области Тоскана Итальянской Республики. По данным XIV переписи населения Италии 2001 года, численность населения составляла 980 человек.

## География

### Географическое положение
Находится в географической области Маремма в итальянском регионе Тоскана. Располагается в 6,9 км к юго-востоку от административного центра коммуны Гаворрано. Высота над уровнем моря — 178 м.

### Климат
По Классификации климатов Кёппена, климат селения определяется как Csa — Средиземноморский климат. Температура здесь в среднем 15,6°C. Среднегодовая норма осадков — 842 мм.

## Достопримечательности

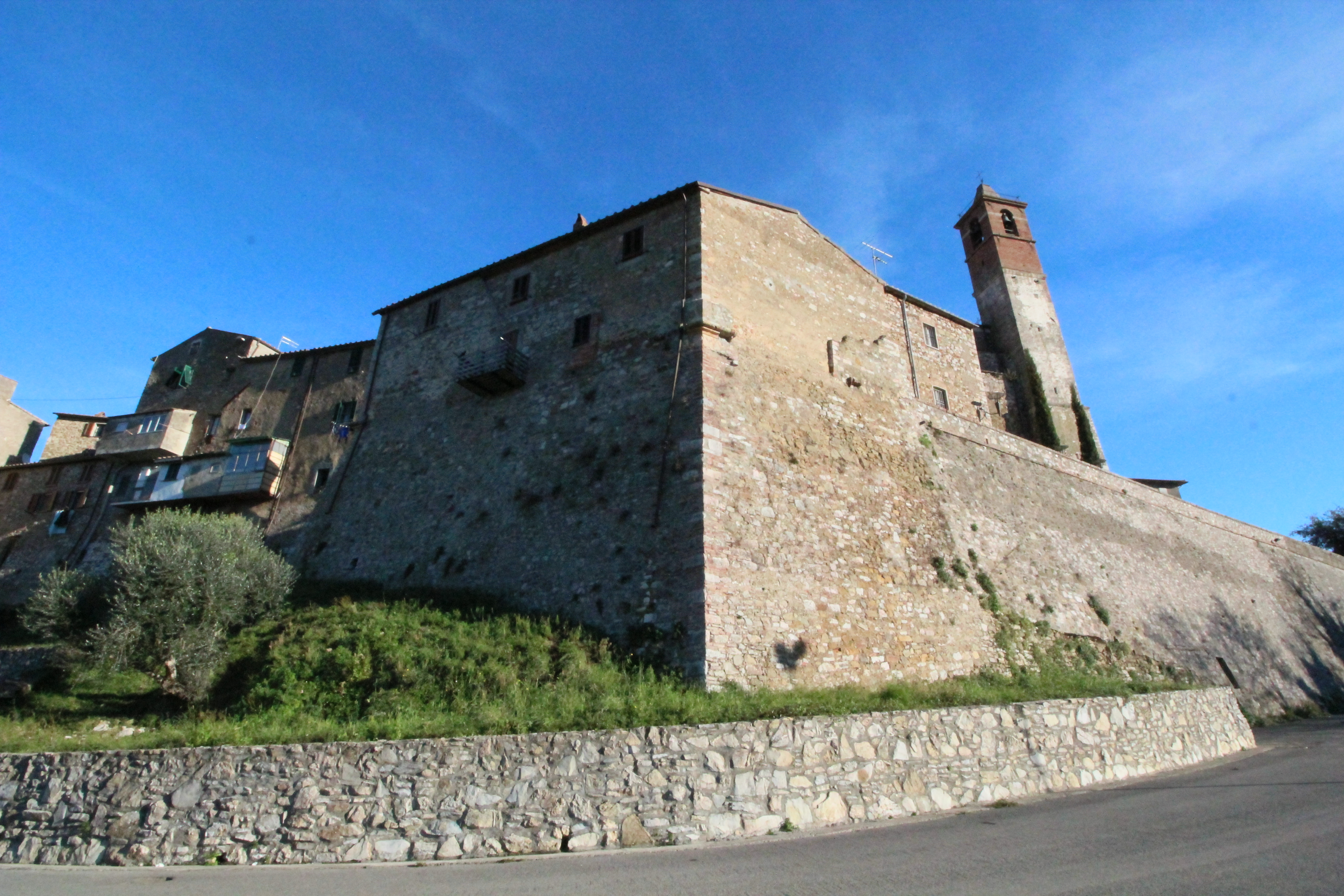
Один из четырех угловых бастионов стен Кальданы

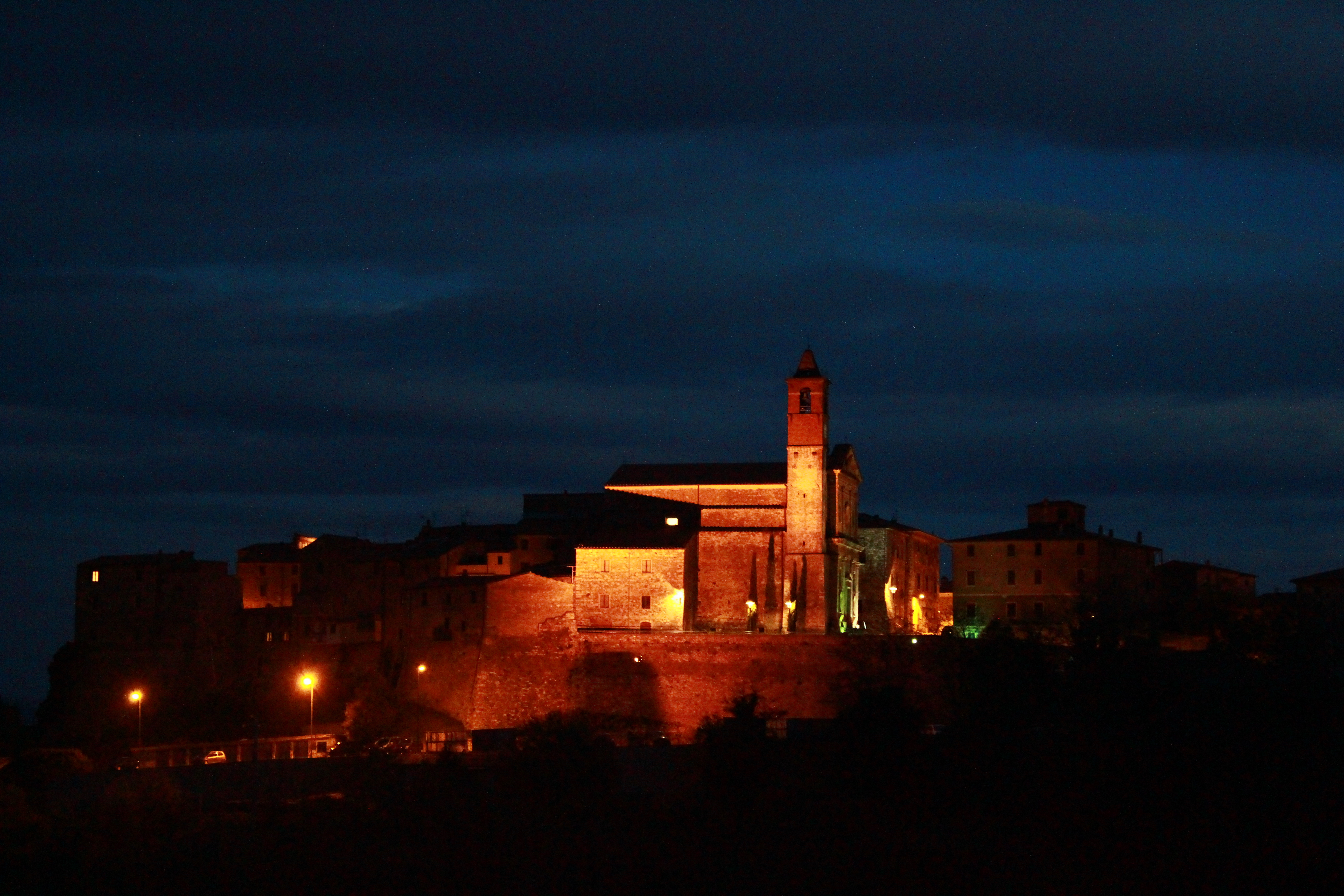
Вид на Кальдану вечером

Стены Кальданы, построенные в раннем Средневековье для защиты селения.